# Narycia epichrysa
Narycia epichrysa är en fjärilsart som beskrevs av Oswald Beltram Lower 1903. Narycia epichrysa ingår i släktet Narycia och familjen säckspinnare. Inga underarter finns listade i Catalogue of Life.